# Антимонид никеля
Антимонид никеля — бинарное неорганическое соединение
никеля и сурьмы
с формулой NiSb,
медно-красные или красно-фиолетовые кристаллы,
не растворяется в воде.

## Получение
- В природе встречается в виде минерала брейтгауптита — NiSb с примесями Fe, Co, As и S[1][2],
- Пропускание паров сурьмы над нагретым никелем:

{\displaystyle {\mathsf {Ni+Sb\ {\xrightarrow {T}}\ NiSb}}}
- Действие паров хлорида сурьмы(III) на нагретый порошкообразный никель:

{\displaystyle {\mathsf {5Ni+2SbCl_{3}\ {\xrightarrow {600-800^{o}C}}\ 2NiSb+3NiCl_{2}}}}

## Физические свойства
Антимонид никеля образует медно-красные или красно-фиолетовые кристаллы
гексагональной сингонии, 
пространственная группа P 63/mmc, 
параметры ячейки a = 0,39325 нм, c = 0,51351 нм, Z = 2.
Не растворяется в воде.

## Химические свойства
- При нагревании реагирует с кислородом, хлором, азотной кислотой.

## Применение
- Компонент эвтектических смесей с антимонидом индия для ИК детекторов и магниторезистивных датчиков.